# Verbascum semivulcanicum
Verbascum semivulcanicum är en flenörtsväxtart som beskrevs av Hub.-mor.. Verbascum semivulcanicum ingår i släktet kungsljus, och familjen flenörtsväxter. Inga underarter finns listade i Catalogue of Life.